# 妙興寺 (小浜市)
妙興寺（みょうこうじ）は、福井県小浜市鹿島にある日蓮宗の寺院。山号は後瀬山。旧本山は大本山妙顕寺(四条門流)、莚師法縁(隆源会)。小浜市指定文化財の紙本著色小足掃部夫妻画像を所蔵する。妙顕寺四箇聖跡の一つ。

## 歴史
- 鎌倉時代中期、立正大師日蓮の法孫で朗門の九鳳の一人日像（1269年－1342年）の創建と伝わる。

## 紙本著色小足掃部夫妻画像
- 小足掃部画像　画賛より元和8年（1622年）制作と知られる。
- 小足掃部夫人画像　画賛に元和4年（1618年）の没を記し子の発願による供養像であると知られる。
  - 両画像は同時期に同一の画工により制作された。

## 旧末寺
日蓮宗は昭和16年に本末を解体したため、現在では、旧本山、旧末寺と呼びならわしている。
- 興正山妙光寺(福井県大飯郡高浜町三明)

## 参考資料
- 『福井県史』

## 妙顕寺四箇聖跡
- 光明山妙勧寺（福井県越前市武生今宿町）
- 大谷山妙泰寺（福井県南条郡南越前町西大道）
- 最初具足山妙顕寺（福井県敦賀市元町）
- 後瀬山妙興寺（福井県小浜市鹿島）

座標: 北緯35度29分27.3秒 東経135度44分15.3秒 / 北緯35.490917度 東経135.737583度